# Holčovice
Holčovice (en allemand : Hillersdorf) est une commune du district de Bruntál, dans la région de Moravie-Silésie, en République tchèque. Sa population s'élevait à 717 habitants en 2021.

## Géographie
Holčovice se trouve à 9 km au nord-est de Vrbno pod Pradědem, à 19 km au nord de Bruntál, à 67 km au nord-ouest d'Ostrava et à 218 km à l’est de Prague.
La commune est limitée par Heřmanovice au nord, par Město Albrechtice au nord et à l'est, par Hošťálkovy au sud-est, par Karlovice au sud et par Vrbno pod Pradědem à l'ouest.

## Histoire
La première mention écrite de la localité date de 1377.

## Galerie

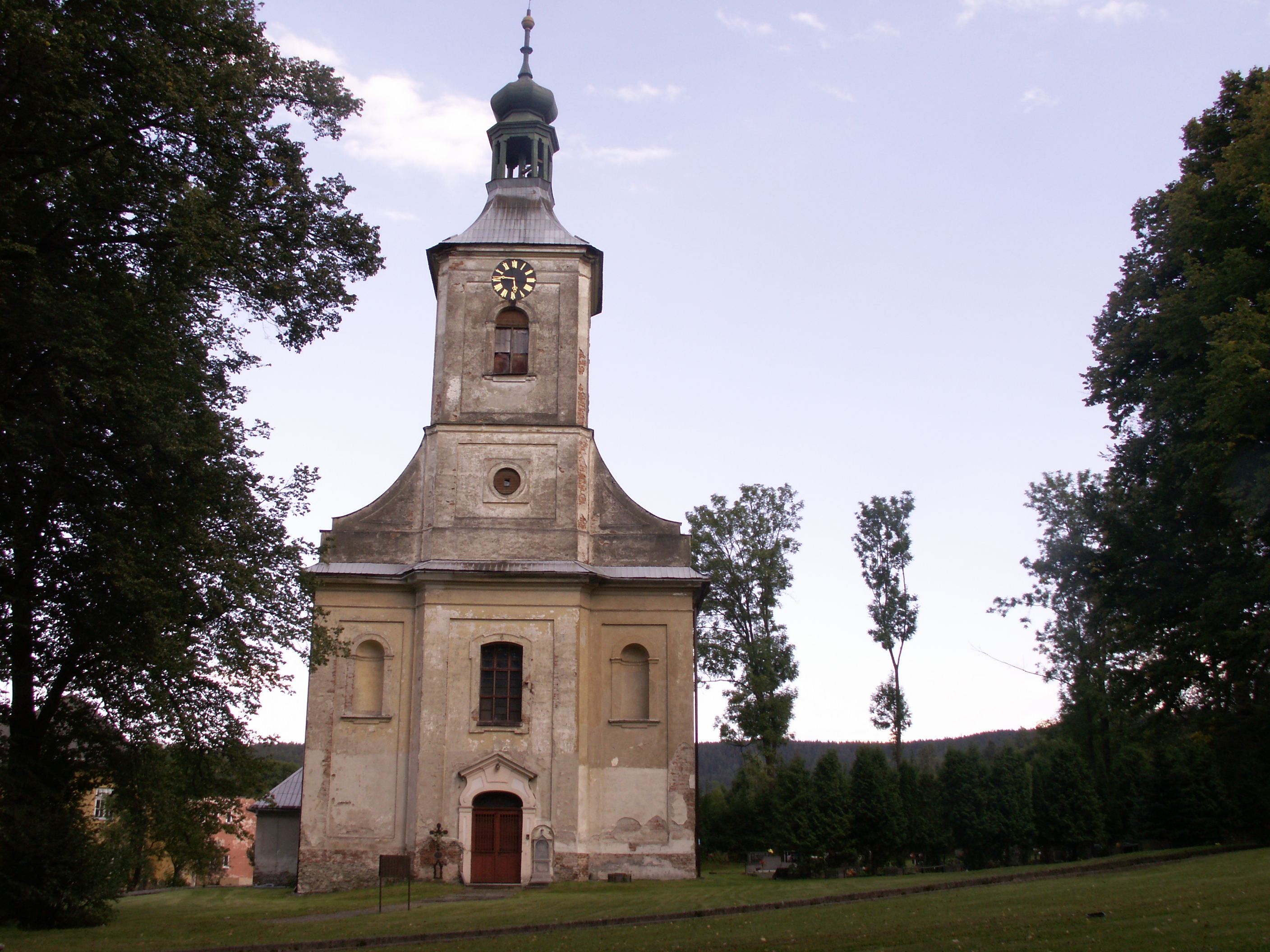
Église de l'Immaculée Conception.
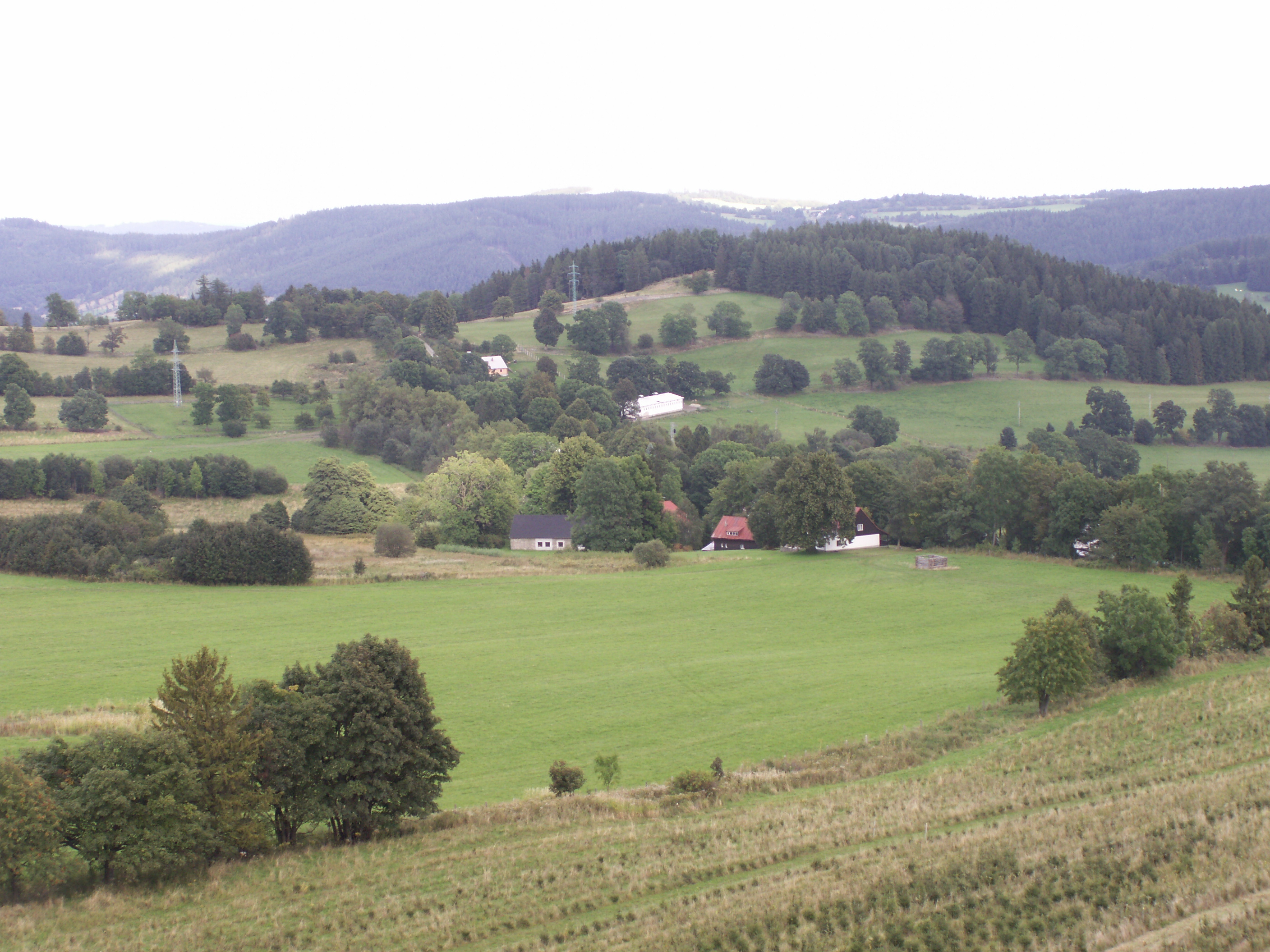
La campagne près de Holčovice.

## Administration
La commune se compose de six quartiers :
- Holčovice
- Dlouhá Ves
- Hejnov
- Jelení
- Komora
- Spálené

## Transports
Par la route, Holčovice se trouve à 8 km de Město Albrechtice, à 28 km de Bruntál, à 86 km d'Ostrava et à 280 km de Prague.